# Danica Jurčová
Danica Jurčová (* 5. srpna 1976 Bratislava) je slovenská herečka.
V roce 1998 absolvovala studium herectví na VŠMU v Bratislavě. V Slovenském Národním divadle hostovala ve hrách Ako sa vám páčí, Višňový sad, Veselé windsorské paničky, Lorenzaccio. V Divadle Astorka Korzo 90 hrála v Meštiakoch, na Novej scéně ve hrách 8 žien a Všetko sa to posralo. Hrála v televizních filmech Blúznenie srdca a rozumu, Návraty z neskutočna, V zajatí lásky (1997), Najvyšší lásky, Rozum nadovšetko, Vyvraždění rodiny Greenů (2002) a v seriálech Horská služba, O ztracené lásce (2002). V současnosti[kdy?] působí v převážně v České republice.

## Filmografie
- 1994 – Sny podľa Renoira
- 1997 – Blúznenie srdca a rozumu
- 1997 – Návraty z neskutočna
- 1997 – V zajatí lásky
- 1999 – Rozum nadovšetko
- 2000 – Vražedná prehliadka (Primetime Murder / Delitto in prima serata), režie Alessandro Capone, Taliansko – Kanada
- 2001 – Dissident, režie Alexander Simpson, USA
- 2002 – Najvyšší trest
- 2002 – Rozum nadovšetko
- 2002 – Vyvraždění rodiny Greenů [mluví Andrea Elsnerová]
- 2002 – Horská služba
- 2002 – O ztracené lásce [mluví Jitka Ježková]
- 2003 – Zostane to medzi nami
- 2004 – Milenci & Vrazi
- 2007 – Bestiář [mluví Andrea Elsnerová]
- 2007 – Vratné lahve
- 2007 – Boží pole s.r.o
- 2007 – Nemocnice na kraji města – nové osudy
- 2008 – 1. oddělení (TV seriál)
- 2018 – Milenky (seriál)